# Sunshine (2007)
Sunshine is een Britse sciencefictionfilm uit 2007 onder regie van Danny Boyle.

## Verhaal
De film begint 50 jaar in de toekomst De zon is aan het doven, wat het einde van de mensheid betekent. Aan boord van het ruimteschip Icarus II bevinden zich acht bemanningsleden, die 16 maanden eerder van hun bevroren aarde zijn vertrokken. Ze reizen met een gigantische bom, met de massa van Manhattan om die af te laten gaan in de zon en zo de ster opnieuw te laten schijnen. Dit is hun allerlaatste hoop om de planeet én de mensheid te redden.
Icarus II komt aan in de Deadzone, een deel van de ruimte waar geen contact meer mogelijk is met de aarde. Ze pikken opeens wel een ander signaal op. Het noodsignaal van Icarus I. Dit schip vertrok 7 jaar eerder met hetzelfde doel, maar verdween van de radar. De bemanning besluit de bom van Icarus I  te gaan halen om zo om te hun slagingskans te verdubbelen. Door deze routewijziging wordt hun beschermingsschild gedeeltelijk beschadigd. Navigator Trey geeft zichzelf de schuld en raakt in een depressie.
Natuurkundige Capa en Kapitein Kaneda repareren het schild. Het schip wordt gekanteld zodat er minder zonlicht op het schild valt. Hierbij verliezen ze twee van de vier communicatietorens. Een vonk van een van de verbrande communicatietorens springt over naar hun botanische tuin, die de bemanning van zuurstof voorziet. De computer van het schip besluit het schip terug te kantelen naar de normale positie waardoor Capa en Kaneda nog maar een paar minuten hebben. Het lukt ze om de meeste schildpanelen te maken, maar voor het laatste zal geen tijd meer zijn. Kaneda stuurt Capa terug naar het schip en besluit het laatste paneel zelf te maken. Hij slaagt hierin, maar wordt vervolgens levend verbrand.
Bemanningslid Harvey is nu kapitein van het schip en uiteindelijk besluiten ze verder te gaan naar Icarus I, om daar zuurstof te halen en de Icarus I ook te besturen om de tweede bom mee te nemen. Wanneer ze daar aankomen gaan Capa, communicator Harvey, dokter Searle en techneut Mace aan boord. Alles zit onder een dikke laag stof. Terwijl Capa en Harvey gaan uitzoeken of er genoeg zuurstof is en of de bom werkt, vindt Searle de bemanning in de zonnekamer en Mace ontdekt dat het schip gesaboteerd is en niet meer kan worden bestuurd. Hij vindt ook een video-opname van de kapitein, Pinbacker, die vertelt dat ze hebben gefaald en ze zichzelf uiteindelijk allemaal hebben omgebracht. Even later begint het schip te bewegen en blijkt de verbinding tussen Icarus I en Icarus II te zijn opengescheurd.
Searle vindt een astronautenpak en geeft dit aan Capa om zo te proberen naar Icarus II te vliegen. Mace en Harvey omwikkelen zichzelf met isolatiefolie, dat hen de weinige seconden dat ze in de ruimte zijn zal moeten beschermen tegen de kou. Helaas werkt de computer niet meer en zal de deur naar buiten vanuit een andere kamer moeten worden geopend en zal er dus één iemand moeten achterblijven. Searle offert zich op. Mace en Harvey grijpen zich vast aan Capa, waarna de deur opengaat en ze door het drukverlies naar buiten worden gezogen. Terwijl Capa en Mace het schip meteen binnen vliegen raakt Harvey los van de twee en schiet langs het schip, waardoor hij levend bevriest.
Er zijn nu nog vijf bemanningsleden over: Capa, Mace, Cassie, botanica Corazon en navigator Trey. Capa ontdekt al snel dat er door de brand in de botanische tuin niet genoeg zuurstof is voor vijf bemanningsleden. Ze zullen sterven voordat ze de zon hebben bereikt. De bemanningsleden overleggen en komen tot het gruwelijke besluit om Trey te vermoorden, die toch al suïcidaal is. Als ze bij hem aankomen blijkt dat hij reeds zelfmoord heeft gepleegd. Ze voelen zich somber door de dood van hun collega's, maar beseffen dat ze nu wel genoeg zuurstof hebben om naar de zon te komen en daar de bom te activeren. Echter, wanneer Capa bezig is de bom te controleren, vertelt de computer van Icarus II dat ze zullen sterven wegens zuurstofgebrek voordat ze de zon hebben bereikt. Volgens Capa is dit onmogelijk aangezien ze genoeg zuurstof hadden voor vier personen. De computer bevestigt dit, maar voegt er vervolgens aan toe dat er zich vijf levende mensen op het schip bevinden. Capa wordt achterdochtig wanneer de computer zegt dat de vijfde persoon niet kan worden geïdentificeerd. Hij gaat op zoek naar de vijfde persoon en vindt vervolgens kapitein Pinbacker, die mee is gekomen vanuit Icarus I. Hij is totaal verbrand en geeft toe dat hij zijn gehele bemanning heeft vermoord. Hij steekt Capa in zijn buik en sluit hem vervolgens op in de luchtsluis om te voorkomen dat hij de bom kan activeren. Pinbacker steekt daarna Corazon neer en haalt de mainframe modules van Icarus II uit hun bad met koelvloeistof. Mace merkt dit even later en probeert ze terug te plaatsen. Het lukt hem om twee van de vier modules terug te plaatsen, bij de derde komt hij vast te zitten in het bad en sterft door onderkoeling.
Capa trekt een ruimtepak aan en zet de luchtsluis open, waardoor de deur maar ook Corazon eruit geschoten worden. Hierna laat hij de bom loskoppelen van het ruimteschip en springt hij zelf naar de bom. Op de bom probeert Pinbacker hem te vermoorden maar dankzij Cassie kan hij wegkomen en de bom activeren.
Op de aarde is te zien hoe een dikke laag sneeuw en ijs alles heeft bedekt.  Capa's zus ontvangt zijn laatste bericht, waarin hij vertelt dat, wanneer de zon op een ochtend helderder dan tevoren zal zijn, ze zal weten dat hun missie geslaagd is. Even later wordt de aarde verlicht door de zon, die weer helder schijnt: de missie is geslaagd.

## Rolverdeling
| Acteur          | Personage        |
| --------------- | ---------------- |
| Rose Byrne      | Cassie           |
| Cillian Murphy  | Capa             |
| Michelle Yeoh   | Corazon          |
| Cliff Curtis    | Searle           |
| Chris Evans     | Mace             |
| Troy Garity     | Harvey           |
| Hiroyuki Sanada | Kaneda           |
| Benedict Wong   | Trey             |
| Mark Strong     | Pinbacker        |
| Chipo Chung     | Icarus II (stem) |

## Productie
Danny Boyle begon met dit project in maart 2005. Schrijver Alex Garland, die ook scripts schreef voor Boyles films The Beach en 28 Days Later, schreef een scenario. In juni 2005 werden de acteurs Michelle Yeoh, Cillian Murphy en Chris Evans geselecteerd. Niet veel later volgde de rest van de acteurs. Het filmen begon op 23 augustus 2005 in Londen. Het filmen vond plaats in Three Mills in East End, Londen en bestond uit 17 sets en 8 podiums. De acteurs leerden allemaal een Amerikaans accent spreken zodat, wanneer de film uitgebracht zou worden, deze meer aanlokkelijk zou zijn voor Amerikanen. Een trailer werd in juni 2006 uitgebracht.

## Trivia
- De naam van het ruimteschip, Icarus, verwijst naar de Griekse held die volgens de legende te dicht bij de zon vloog en neerstortte.